# Деканат Оберпуллендорф
Деканат Оберпуллендорф — деканат католической епархии Айзенштадт.
Деканат  включает в себя 19 приходов.

## Приходы с церковными зданиями
| Приход — Pfarre                                        | Святой покровитель — Patrozinium                                                                | Церковное здание — Kirchengebäude | Изображение — Bild                                        |
| Драсмаркт (Draßmarkt)                                  | Андрей Первозванный (Hl. Andreas)                                                               | Приходская церковь Драсмаркт (Pfarrkirche Draßmarkt) | Приходская церковь Драсмаркт                              |
| Кайзерсдорф (Kaisersdorf)                              | Николай Чудотворец (Hl. Nikolaus)                                                               | Приходская церковь Кайзерсдорф (Pfarrkirche Kaisersdorf) | Католическая приходская церковь Кайзерсдорф               |
| Клостермариенберг (Klostermarienberg)                  | Георгий Победоносец и Вознесение Девы Марии (Hl. Georg und Mariä Himmelfahrt)                   | Приходская церковь Клостермариенберг (Pfarrkirche Klostermarienberg)                                                                                        | Приходская церковь Клостермариенберг                      |
| Когль (Kogl)                                           | Освальд (король Нортумбрии) (Hl. Oswald)                                                        | Приходская церковь Когль (Pfarrkirche Kogl) | Католическая приходская церковь Когль                     |
| Ландзе (Landsee)                                       | Архангел Михаил (Hl. Michael)                                                                   | Приходская церковь Ландзе (Pfarrkirche Landsee) | Церковь Ландзе                                            |
| Локкенхаус (Lockenhaus)                                | Николай Чудотворец и Николай Толентинский (Nikolaus von Myra und Nikolaus von Tolentino)        | Приходская церковь Локкенхаус (Pfarrkirche Lockenhaus) | Приходская церковь Локкенхаус                             |
| Маннерсдорф-ан-дер-Рабниц (Mannersdorf an der Rabnitz) | Троица (Hl. Dreifaltigkeit)                                                                     | Приходская церковь Маннерсдорф-ан-дер-Рабниц (Pfarrkirche Mannersdorf an der Rabnitz)                                                                       | Католическая приходская церковь Маннерсдорф-ан-дер-Рабниц |
| Маркт-Санкт-Мартин (Markt St. Martin)                  | Мартин Турский (Hl. Martin)                                                                     | Приходская церковь Маркт-Санкт-Мартин (Pfarrkirche Markt St. Martin)                                                                                        | Римско-католическая церковь Маркт-Санкт-Мартин            |
| Миттерпуллендорф (Mitterpullendorf)                    | Симон Кананит и Апостол Фаддей (Hll. Simon und Judas)                                           | Приходская церковь Миттерпуллендорф (Pfarrkirche Mitterpullendorf)                                                                                          | Приходская церковь Миттерпуллендорф                       |
| Нойталь (Neutal)                                       | Богородица (Mariä Namen)                                                                        | Приходская церковь Нойталь (Pfarrkirche Neutal) | Церковь Нойталь                                           |
| Оберлойсдорф (Oberloisdorf)                            | Святой Рох (Hl. Rochus)                                                                         | Приходская церковь Оберлойсдорф (Pfarrkirche Oberloisdorf)                                                                                                  | Церковь Оберлойсдорф                                      |
| Оберпуллендорф (Oberpullendorf)                        | Апостол Вены (Hl. Klemens Maria Hofbauer)                                                       | Приходская церковь Оберпуллендорф (Pfarrkirche Oberpullendorf)                                                                                              | Приходская церковь Оберпуллендорф                         |
| Оберрабниц (Oberrabnitz)                               | Вознесение Христа (Christi Himmelfahrt)                                                         | Приходская церковь Оберрабниц (Pfarrkirche Oberrabnitz) | Приходская церковь Оберрабниц                             |
| Пильгерсдорф (Pilgersdorf)                             | Святой Эгидий (Hl. Ägidius)                                                                     | Приходская церковь Пильгерсдорф (Pfarrkirche Pilgersdorf)                                                                                                   | Приходская церковь                                        |
| Пирингсдорф (Piringsdorf)                              | Иоанн Креститель и Коломан (мученик) (Hll. Johannes der Täufer und Koloman)                     | Приходская церковь Пирингсдорф (Pfarrkirche Piringsdorf) | Приходская церковь                                        |
| Раттерсдорф (Rattersdorf)                              | Рождество Пресвятой Богородицы и Встреча Марии и Елизаветы (Mariä Geburt und Mariä Heimsuchung) | Приходская церковь Раттерсдорф (Wallfahrtskirche Rattersdorf)                                                                                               | Вид на святилище Раттерсдорф сзади справа                 |
| Унтеррабниц (Unterrabnitz)                             | Святой Пётр и святой Павел (Hll. Petrus und Paulus)                                             | Приходская церковь Унтеррабниц (Pfarrkirche Unterrabnitz)                                                                                                   | Приходская церковь Унтеррабниц                            |
| Штайнберг-ан-дер-Рабниц (Steinberg-Dörfl)              | Святой Вацлав (Hl. Wenzel)                                                                      | Приходская церковь Штайнберг-ан-дер-Рабниц (Pfarrkirche Steinberg an der Rabnitz)Filialkirche hl. Michael in Dörfl, Wallfahrtskapelle Maria Bründl in Dörfl | Приходская церковь Штайнберг-ан-дер-Рабниц                |
| Штоб (Stoob)                                           | Иоанн Креститель (Hl. Johannes der Täufer)                                                      | Приходская церковь Штоб (Pfarrkirche Stoob) | Римско-католическая церковь Штоб                          |

## Внешние ссылки
- Официальный сайт епархии Айзенштадта  (нем.)
- Информация об епархии Айзенштадта  (англ.)
- Диоцез Айзенштадт  (нем.)
- Диоцез Айзенштадт (обзорная информация)  (нем.)
- Деканаты диоцеза Айзенштадт Dekanate  (нем.)
- Приходы диоцеза Айзенштадт Pfarren  (нем.)